# Croácia no Festival Eurovisão da Canção Júnior
Croácia foi um dos países fundadores do Festival Eurovisão da Canção Júnior em 2003.
Ganhou a primeira edição do festival com Dino Jelusić e sua canção "Ti se molha prva ljubav" e 134 pontos. Sua última participação foi no festival do 2006, que se celebrou em Bucarest e onde ficou décima. O 26 de setembro anunciou-se o regresso deste país balcánico para o festival do 2014, depois de sete anos de ausência (2007-2013). Sua volta não acabo bem já que acabaram em ultimo com 1 ponto. Voltando-se a retirar.

## Participação
Legenda
     Vencedor
     2.º lugar
     3.º lugar
     Pontuação Nula ("Null Points")/Último Lugar
     Melhor classificação (fora do top 3)
     Qualificação para a final (fora do top 3)
     País-anfitrião
     Desclassificado
| #                               | Ano  | Sede        | Artista        | Canção                    | Tradução                | Lugar | Pts |
| ------------------------------- | ---- | ----------- | -------------- | ------------------------- | ----------------------- | ----- | --- |
| 1º                              | 2003 | Copenhague  | Dino Jelusić   | "Ti se molha prva ljubav" | Você reza primeiro amor | 1/16  | 134 |
| 2º                              | 2004 | Lillehammer | Nika Turković  | "Hej mali"                | Sim, eles deveriam      | 3/18  | 126 |
| 3º                              | 2005 | Hasselt     | Lorena Jelusić | "Rock baby"               | Rock baby               | 12/16 | 36  |
| 4º                              | 2006 | Bucarest    | Mateo Đido     | "Lea"                     | LEA                     | 10/15 | 50  |
| Não participou de 2006 até 2014 |      |             |                |                           |                         |       |     |
| 5º                              | 2014 | Malta       | Josie          | "Game over"               | Fim de Jogo             | 16/16 | 13  |
| Não participou desde 2014       |      |             |                |                           |                         |       |     |

## Votações
Croácia tem dado mais pontos a...
| N.º | País                | Pts |
| --- | ------------------- | --- |
| 1   | Bielorrússia        | 32  |
| 2   | Espanha             | 28  |
| 3   | Grécia              | 22  |
| 3   | Macedonia del Norte | 22  |
| 4   | Bélgica             | 19  |
| 5   | Rússia              | 17  |
| 6   | Dinamarca           | 16  |
| 6   | Roménia             | 16  |
| 7   | Sérvia              | 13  |
| 8   | Bulgária            | 12  |
| 9   | Países Baixos       | 11  |
| 9   | Reino Unido         | 11  |
| 10  | Malta               | 10  |
| 10  | Ucrânia             | 10  |
| 10  | Letónia             | 10  |
| 10  | Itália              | 10  |

Croácia tem recebido mais pontos de...
| N.º | País                | Pts |
| --- | ------------------- | --- |
| 1   | Macedonia del Norte | 44  |
| 2   | Países Baixos       | 26  |
| 3   | Noruega             | 25  |
| 3   | Suécia              | 25  |
| 4   | Reino Unido         | 20  |
| 5   | Bielorrússia        | 19  |
| 5   | Roménia             | 19  |
| 6   | Dinamarca           | 18  |
| 7   | Polónia             | 17  |
| 8   | Letónia             | 16  |
| 9   | Grécia              | 14  |
| 9   | Chipre              | 14  |
| 9   | Bélgica             | 14  |
| 10  | Sérvia              | 10  |

## 12 pontos
- Croácia tem dado 12 pontos a:

| Ano  | País e Bandeira |
| ---- | --------------- |
| 2003 | Bielorrússia    |
| 2004 | Espanha         |
| 2005 | Grécia          |
| 2006 | Rússia          |
| 2014 | Bulgária        |